# Kornog (groupe)
Pour les articles homonymes, voir Kornog.
Kornog ("Vent d'Ouest" en breton) est un groupe de musique français, originaire de Bretagne, créé en 1980.
Il joue des airs traditionnels bretons ou celtes et des compositions.
Le groupe est actif de 1982 à 1987, puis s’est reformé en 1999, a organisé une nouvelle tournée US et publié un nouveau CD.

## Histoire

### Création
En 1980, le groupe se forme par la rencontre de Jamie Mc Menemy (ex-chanteur et joueur de bouzouki du groupe Battlefield Band) avec le violoniste Christian Lemaître et le guitariste Soïg Sibéril. Ce trio devient quatuor avec l’arrivée du flûtiste Jean-Michel Veillon.

### Tournée aux États-Unis
Le groupe sillonne d'abord la Bretagne, la France puis l'Europe de l'Ouest. En Belgique, il rencontre The Tannahill Weavers qui présente le groupe à Hershel Freeman, leur agent aux États-Unis. Leur première tournée de six semaines aux États-Unis est un succès auprès du public nord-américain au point d'occasionner un enregistrement live à Minneapolis ; Première enregistré au Cafehouse Extempore et paru chez Green Linnet.
Trois tournées aux États-Unis suivront. Leur troisième album Ar Seizh Awel sort en 1985.
En 1986, Soïg Sibéril quitte le groupe et est remplacé par Gilles Le Bigot.
Un quatrième disque, Kornog IV, est enregistré en 1986. Mais après une tournée en Yougoslavie, Grèce, Italie, aux États-Unis.
Après une tournée en Yougoslavie et un passage chez des Chieftains, le groupe se sépare. Veillon et Le Bigot fondent Barzaz, Lemaître rejoint le groupe Storvan puis le Celtic Fiddle Festival, et McMenemy fait une pause de neuf ans avant d’intégrer plusieurs enregistrements tout au long des années 1990.
En 1999, Kornog se reforme avec l’arrivée de Nicolas Quemener.
En 2000, Kornog sort le CD Korong, qui est une réédition de l'album sorti en 1986. En 2001, un deuxième CD nommé Korong. Le groupe participe au festival de Cornouaille.
Ils se produisent au festival des Filets bleus en 2006.
En 2008, ils jouent à l'espace Avel-Vor de Plougastel-Daoulas.
Ils se produisent à Guimaëc en 2010.
En 2016, Kornog s'associe aux musiciens de Pennoù Skoulm sous le nom Breton Blend afin de réaliser une tournée commune (Celtic Connections en janvier 2016, Vieilles Charrues et Interceltique de Lorient 2019).

## Discographie
- 1983 : Kornog, Escalibur/Arfolk, BUR 811, 33 tours - 30 cm
- 1984 : Première Music From Brittany, Green Linnet, SIF 1055, 33 tours - 30 cm - Réédition en CD en 1993 : Green Linnet – GLCD 1055
- 1985 : Ar Seizh Avel - On Seven Winds, Green Linnet, SIF 1062, 33 tours - 30 cm - Réédition en CD en 1993 : Green Linnet – GLCD 1062
- 1987 : Kornog IV, Adipho, KG 01, 33 tours - 30 cm - réédition en CD en 2000, An Naër Produksion, AN 404
- 2000 : Korong, Green Linnet, Green Linnet, GLCD 1209, CD
- 2001 : Korong, Keltia Musique, KMCD117, CD

## Participation
- 1984 : Ris-Orangis Musiques Vivantes, MJC de Ris-Orangis – MJC 84001-84002, 2 x 33 tours - 30 cm